# كاملة أبو ذكري
كاملة أبو ذكرى (ولدت في 8 يناير 1974)، هي مخرجة أفلام ومخرجة تلفزيونية مصرية، قامت بإخراج عدد من الأفلام والمسلسلات التلفزيونية المشهورة مثل فيلم عن العشق والهوى، ومسلسل سجن النسا.

## عن حياتها
ولدت كاملة أبو ذكري في 8 يناير 1974 في العاصمة المصرية القاهرة، ابنة الكاتب الكبير وجيه أبو ذكري. تخرجت في المعهد العالي للسينما، وتعدّ واحدة من أهم مخرجات جيلها، شاركت في عدد من المهرجانات السينيمائية الدولية وعلى رأسها تمثيلها لمصر من خلال فيلمها واحد صفر بمهرجان فينيسيا الدولي بدورته السادسة والستون، وحصل هذا الفيلم على أكثر من 45 جائزة دولية ومحلية.

## الأعمال

### أفلام قصيرة
- نظرة للسماء.[2]
- 1999: قطار الساعة السادسة.[3]

### أفلام طويلة
- 2004: سنة أولى نصب
- 2006: ملك وكتابة
- 2006: عن العشق والهوى
- 2009: واحد صفر
- 2011: 18 يوم
- 2017: يوم للستات

### مسلسلات
- 2009: 6 ميدان التحرير
- 2013: بنت اسمها ذات
- 2014: سجن النسا
- 2017: واحة الغروب
- 2020: ب100 وش
- 2022: بطلوع الروح
- للحب فرصه اخيره.

## وصلات خارجية
- كاملة أبو ذكري على موقع IMDb (الإنجليزية)
- كاملة أبو ذكري على موقع الدهليز
- كاملة أبو ذكري على موقع قاعدة بيانات الأفلام العربية
- كاملة أبو ذكري على موقع قاعدة بيانات الفيلم (الإنجليزية)